# 戴義安
戴義安，SBS，JP（1942年5月24日—2014年7月24日），是牙科教授，於2000年至2002年間擔任香港大學校長。於2003年獲香港特區政府頒授銀紫荊星章。

## 學術生涯
戴義安是來自南威爾斯家庭的獨子。他畢業於倫敦大學學院醫院牙醫學院，其後成為首名獲得美國賓夕凡尼亞大學Thouron學人獎的英國牙醫學生。回到倫敦後，他起初於大學學院醫院擔任初級教職員，不久升為高級講者。
1980年，他前往香港，擔任香港大學牙周病學及公共衛生學系講座教授及系主任，於1983年創立香港首間牙醫學院，擔任香港大學牙醫學院首任院長，以及菲臘牙科醫院院長，直至1989年。戴義安於1991年至2000年間擔任香港大學副校長，並於1999至2000年兼任教務長。
2000年7月，因校長鄭耀宗涉嫌干預民意調查，戴義安暫代港大校長職務。鄭耀宗辭職後，戴義安於2000年11月獲委任為香港大學校長，成為該校自1972年樂品淳博士離任後首位外籍校長。是次任命是一項過渡期臨時安排，港大於2002年選出徐立之繼任為校長後，戴義安退休。
2003年，戴義安獲香港政府頒授銀紫荊星章，以表揚他擔任港大校長期間「帶領大學渡過困難時刻，在提升校內士氣及團結師生方面不遺餘力，貢獻良多」。2006年，他獲香港大學頒授榮譽科學博士。2014年7月24日於倫敦辭世。

## 榮譽
- 2003年 銀紫荊星章[5]
- 2006年 香港大學頒授榮譽科學博士